# Grantley
Grantley és una concentració de població designada pel cens dels Estats Units a l'estat de Pennsilvània. Segons el cens del 2000 tenia 3.580 habitants.

## Demografia
Segons el cens del 2000, Grantley tenia 3.580 habitants, 801 habitatges, i 550 famílies. La densitat de població era de 832,7 habitants per quilòmetre quadrat.
Dels 801 habitatges en un 29% hi vivien nens de menys de 18 anys, en un 57,8% hi vivien parelles casades, en un 8% dones solteres, i en un 31,3% no eren unitats familiars. En el 20,5% dels habitatges hi vivien persones soles el 10,6% de les quals corresponia a persones de 65 anys o més que vivien soles. El nombre mitjà de persones vivint en cada habitatge era de 2,55 i el nombre mitjà de persones que vivien en cada família era de 2,85.
Per edats la població es repartia de la següent manera: un 12,3% tenia menys de 18 anys, un 46,8% entre 18 i 24, un 12,7% entre 25 i 44, un 15,3% de 45 a 60 i un 13% 65 anys o més.
L'edat mediana era de 21 anys. Per cada 100 dones de 18 o més anys hi havia 75,3 homes.
La renda mediana per habitatge era de 57.039 $ i la renda mediana per família de 77.216 $. Els homes tenien una renda mediana de 60.292 $ mentre que les dones 29.250 $. La renda per capita de la població era de 28.703 $. Entorn del 4,7% de les famílies i el 12,7% de la població estaven per davall del llindar de pobresa.

## Poblacions més properes
El següent diagrama mostra les poblacions més properes.